# Antonín Kohout
Antonín Kohout (12. prosince 1919 Lubná – 15. února 2013 Praha) byl český violoncellista a hudební pedagog. 
Několik let studoval u Karla Pravoslava Sádlo. Od roku 1945 působil ve Smetanově kvartetu, které spoluzaložil. V souboru působil až do jejího rozpadu v roce 1989. Rovněž hudbu vyučoval na AMU v Praze. Studoval u něj například Pavel Hůla.
Jeho syn Pravoslav Kohout je český houslista, pedagog a publicista.

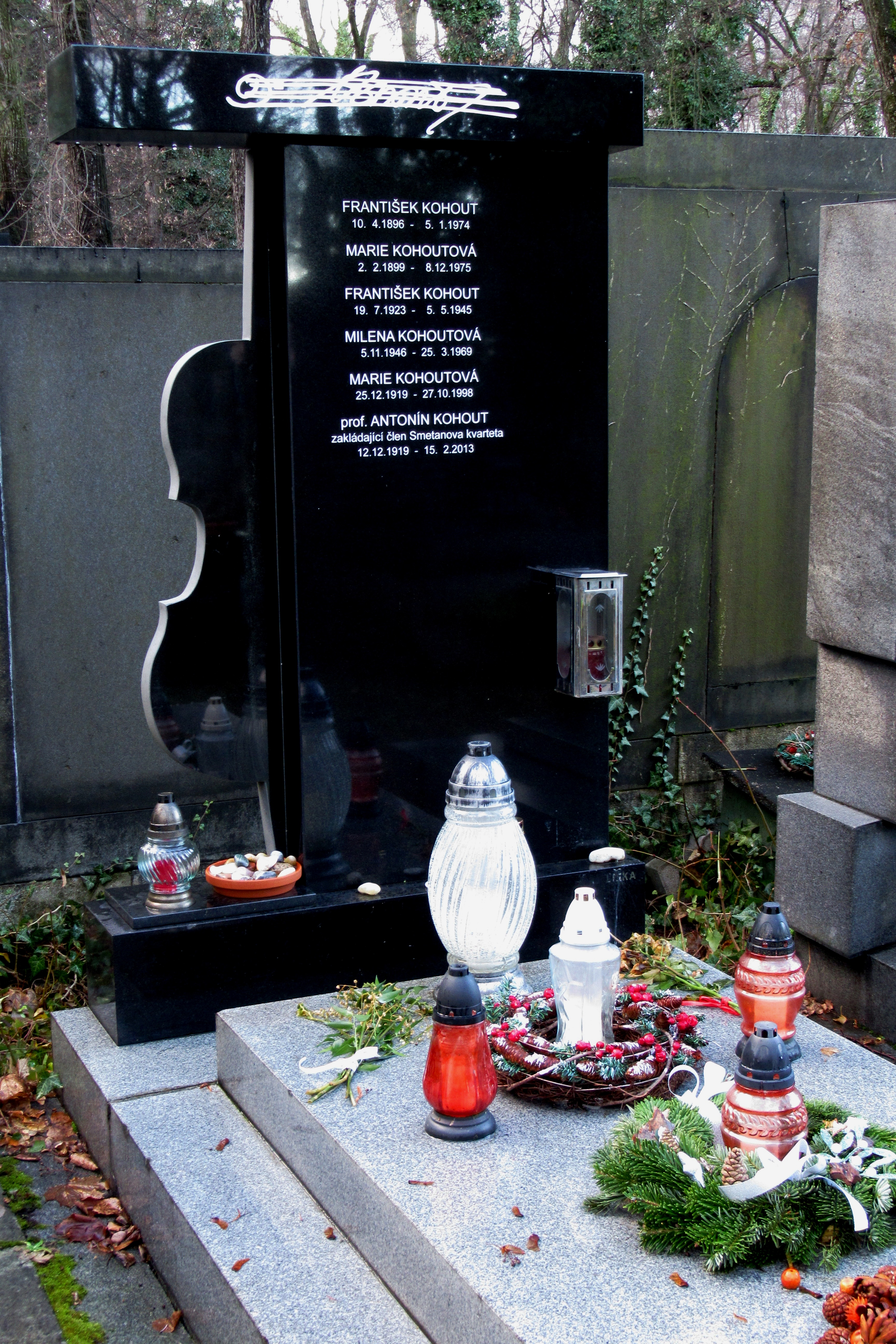
Hrob Antonína Kohouta